# Quassussuup Tungaa
Quassussuup Tungaa er et kvarter i Nuuk, Grønlands hovedstad. Sammen med Qernertunnguit er det beliggende i den nordvestlige del af byen, ud mod Godthåbsfjorden.

## Transport
Nuup Bussii forbinder kvarteret med Nuuks centrum.